# 糸満警察署
糸満警察署（いとまんけいさつしょ）は、沖縄県糸満市糸満（新屋敷区）にある沖縄県警察管轄の警察署である。管轄は糸満市と島尻郡八重瀬町。

## 所在地
- 糸満市字糸満1736-6（新屋敷区、旧糸満南小学校跡地）

## 管轄区域
- 糸満市
- 島尻郡八重瀬町

## 沿革

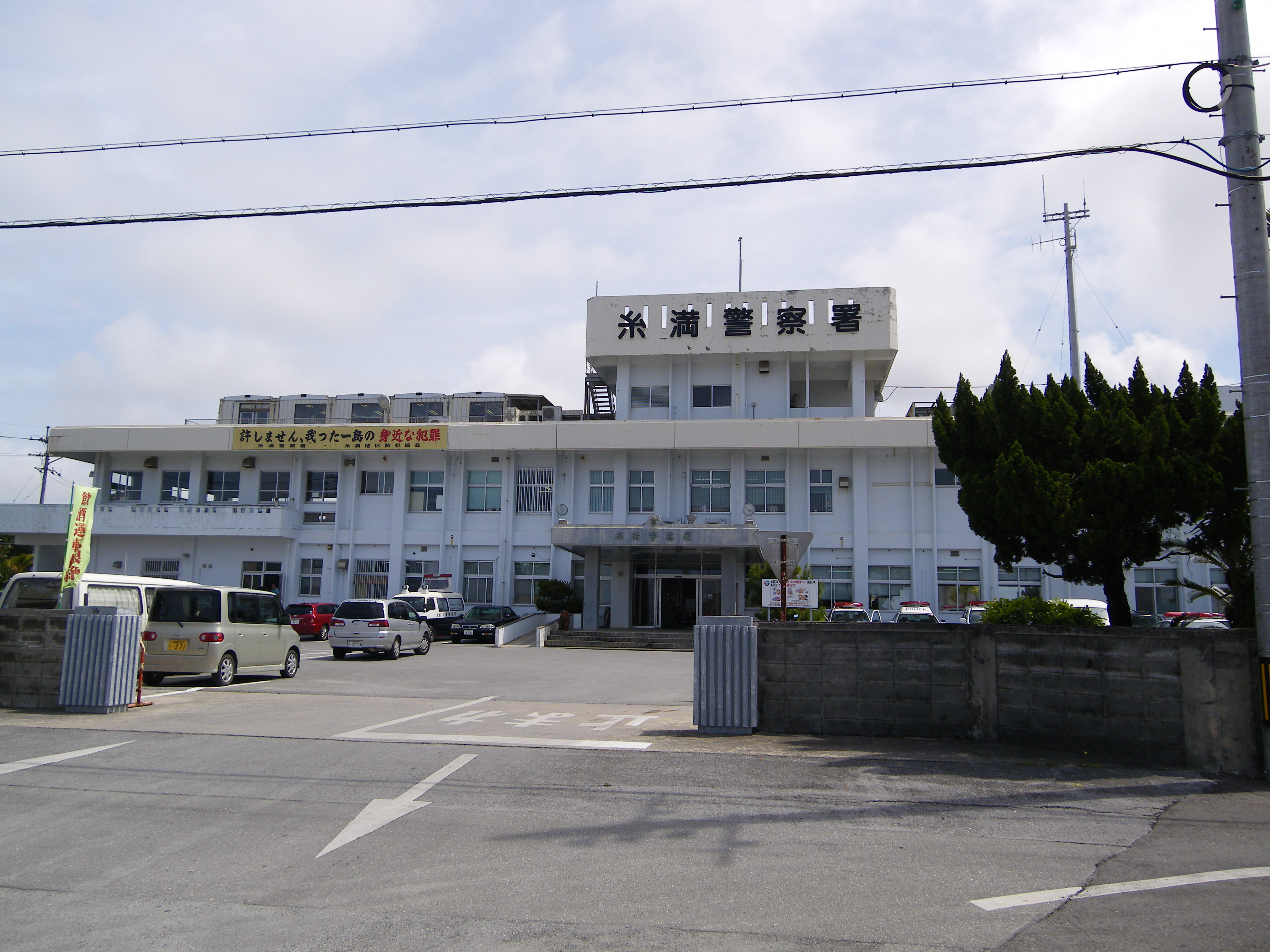
旧庁舎

戦前の昭和初期から糸満市字糸満（町端区）の糸満ロータリーそばの小高い丘（山巓毛・さんてぃんもう）近くにあり、1978年（昭和53年）に当時埋め立てたばかりの西崎に移転。
西崎の旧庁舎時代の晩年には沿線の道路が沖縄西海岸道路糸満道路（国道331号）となりアクセスが便利になった。
そして旧庁舎が築40年以上する老朽化と沿岸部にあるため津波対策として2020年（令和2年）3月2日に字糸満の新屋敷区の旧糸満南小学校跡地へ移転した。
住所として旧庁舎移転前の庁舎があった「糸満市字糸満」に戻ったが、旧庁舎移転前の庁舎の町端区は国道331号（当時、現在は沖縄県道256号豊見城糸満線）沿いの西側にあったのに対し、現庁舎の新屋敷区は「字糸満」の東端部で照屋との境界線に面している。
2005年（平成17年）まで糸満市と東風平町、具志頭村の3市町村の管轄だったが、2006年に東風平町と具志頭村の2町村が合併して現在の八重瀬町となったため、同年より現在の2市町となった。

## 警察署周辺

### 現庁舎
- 糸満市生涯学習支援センター（同じく旧糸満南小学校跡地で同校移転前の旧特別教室棟を改装）[3]

### 旧庁舎
- 糸満漁港（北地区）
  - 沖縄県水産公社地方卸売市場（イマイユ市場）
- 沖縄県立沖縄水産高等学校
- 沖縄県立西崎特別支援学校
- 道の駅いとまん
- 沖縄県水産公社
- 沖縄電力糸満営業所（2015年に那覇支店に統合・廃止）
- 沖縄県水産試験場（2006年に沖縄県水産海洋センターに改称後、2013年に沖縄県水産海洋技術センターとして市最南端の喜屋武へ移転）

## 交番・駐在所

### 糸満市域
- 西崎交番（糸満市西崎6丁目）
- 町端交番（糸満市字糸満）
- 賀数駐在所（糸満市字賀数）
- 大里駐在所（糸満市字大里）
- 小波蔵駐在所（糸満市字小波蔵）
- 米須駐在所（糸満市字米須）

### 八重瀬町域
- 東風平交番（八重瀬町字東風平）
- 具志頭駐在所（八重瀬町字玻名城）

## かつて存在した交番、駐在所
- 摩文仁警備派出所（糸満市字摩文仁）
- 港川駐在所（八重瀬町字具志頭）